# Compassion Fills the Void
Compassion Fills the Void è l'album di debutto della band hardcore punk Stretch Arm Strong, pubblicato nel 1998 dalla Uprising Records.

## Tracce
1. Through My Actions
2. Second Chances
3. Refuge
4. Vision
5. Reason to Care
6. Hand in Hand
7. Serenity
8. Set Free
9. Faceless
10. Amongst Friends

## Formazione
- Chris McLane - voce
- Scott Dempsey - chitarra
- David Sease - chitarra
- Jeremy Jeffers - basso
- John Barry - batteria